# François Arnaud (alpiniste)
Pour les articles homonymes, voir Arnaud et François Arnaud.

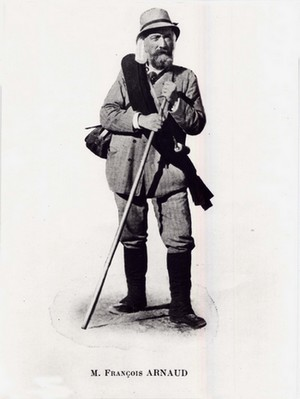
François Arnaud

François Arnaud, né le 7 août 1843 à Barcelonnette (vallée de l'Ubaye) et mort le 23 juillet 1908 dans cette même ville, est un alpiniste, géologue, géographe, et homme politique français.

## Biographie
Fils d'Henri Arnaud, notaire, et de Sabine Canton, il étudia au lycée de Barcelonnette en 1853, puis à Lyon dans le but d'intégrer l'École spéciale militaire de Saint-Cyr. Il changea d'orientation après la mort de son père pour obtenir un baccalauréat ès lettres en 1861, puis une licence de droit, à Paris,.
À l'âge de 25 ans, il revint à Barcelonnette et y fut élu au conseil municipal en 1868 (mandat qu'il conservera jusqu'en 1900). En 1869, il reprit l'étude de son père.
Alpiniste, il gravit de nombreux sommets alpins et publia des ouvrages. Il fut fondateur et président de la section locale du Club alpin français dans la vallée de l'Ubaye.

## Citations
- « Tout groupe humain, famille, cité ou nation, oublieux de ses ancêtres et insoucieux de son histoire quelque modeste qu’elle soit, n’est qu’un troupeau passant et paissant. »

## Liste sélective d'œuvres
- Le Peuplement de la haute montagne dans l'Europe occidentale par la race alpine - La voie pastorale
- L'Altitude primitive des Alpes dauphinoises - l'Ubaye et la Durance pliocène
- Comparaison des transports par les glaciers et des transports par les fleuves
- Appendice complémentaire et rectificatif de la carte d'État-Major des bassins de l'Ubaye et du Haut Verdon
- Ascension du Grand Rubren
- Notice historique sur les torrents de la vallée de l'Ubaye
- Réponse aux « Erreurs de la carte de France »